# Зоологический музей Белорусского государственного университета
Зоологический музей Белорусского государственного университета — структурное подразделение биологического факультета БГУ, единственный естественно-исторический музей подобного профиля в Белоруссии. Здесь сохранились дореволюционные зоологические объекты, имеются уникальные экспонаты, собранные выпускниками биологического факультета и сотрудниками музея в разных экспедициях и поездках.

## История
Зоологический музей биологического факультета БГУ был создан в 1921 году по инициативе заведующего кафедры зоологии профессора Анатолия Владимировича Федюшина, передавшего около 250 экземпляров.
В 1940 году фонд музея насчитывал более 6000 единиц только позвоночных животных. В годы Второй мировой войны сохранилось только треть коллекции. В 1948 году музей возобновил работу. В 1981 году был реконструирован и расширен.

## Экспозиция

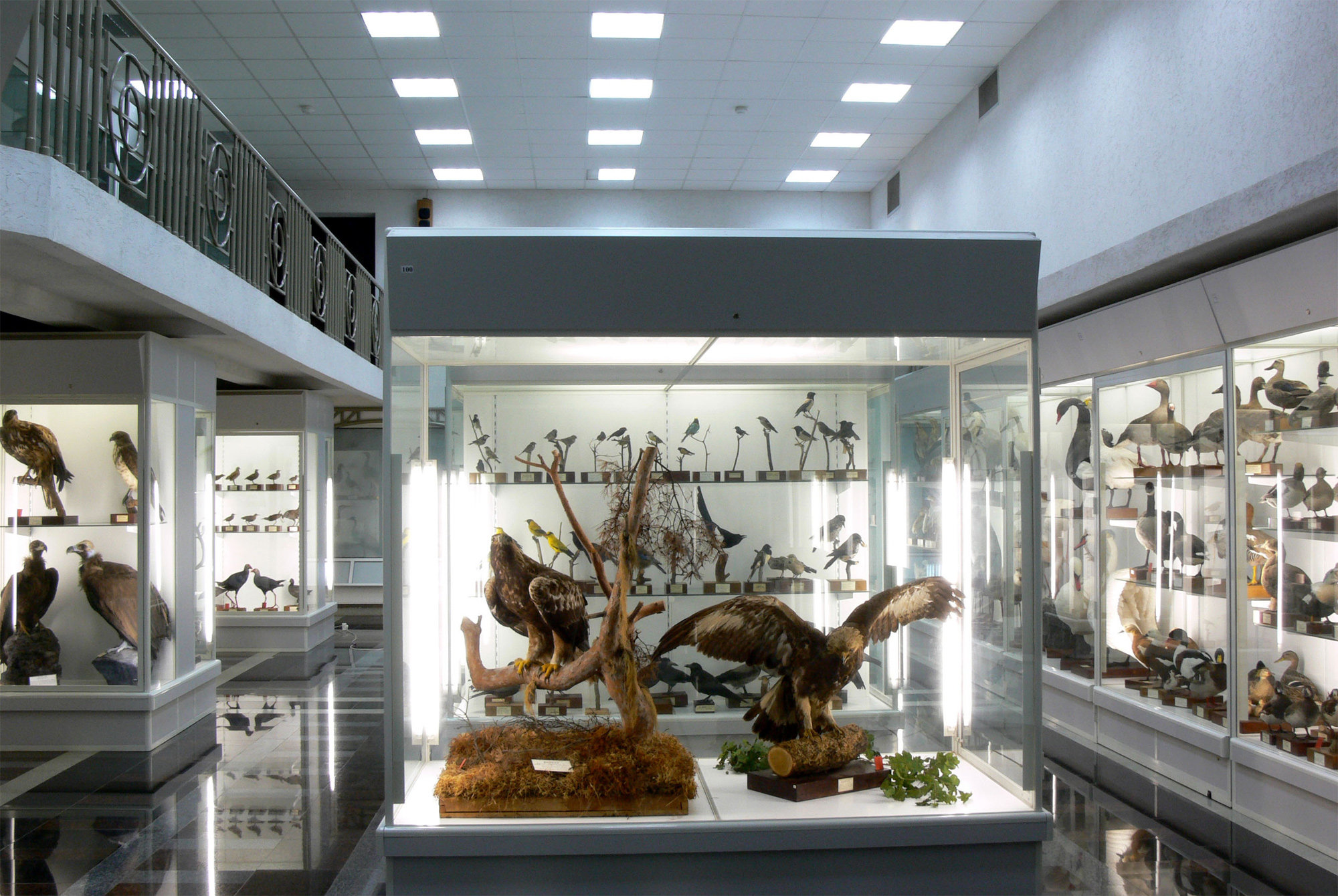
Экспозиция птиц

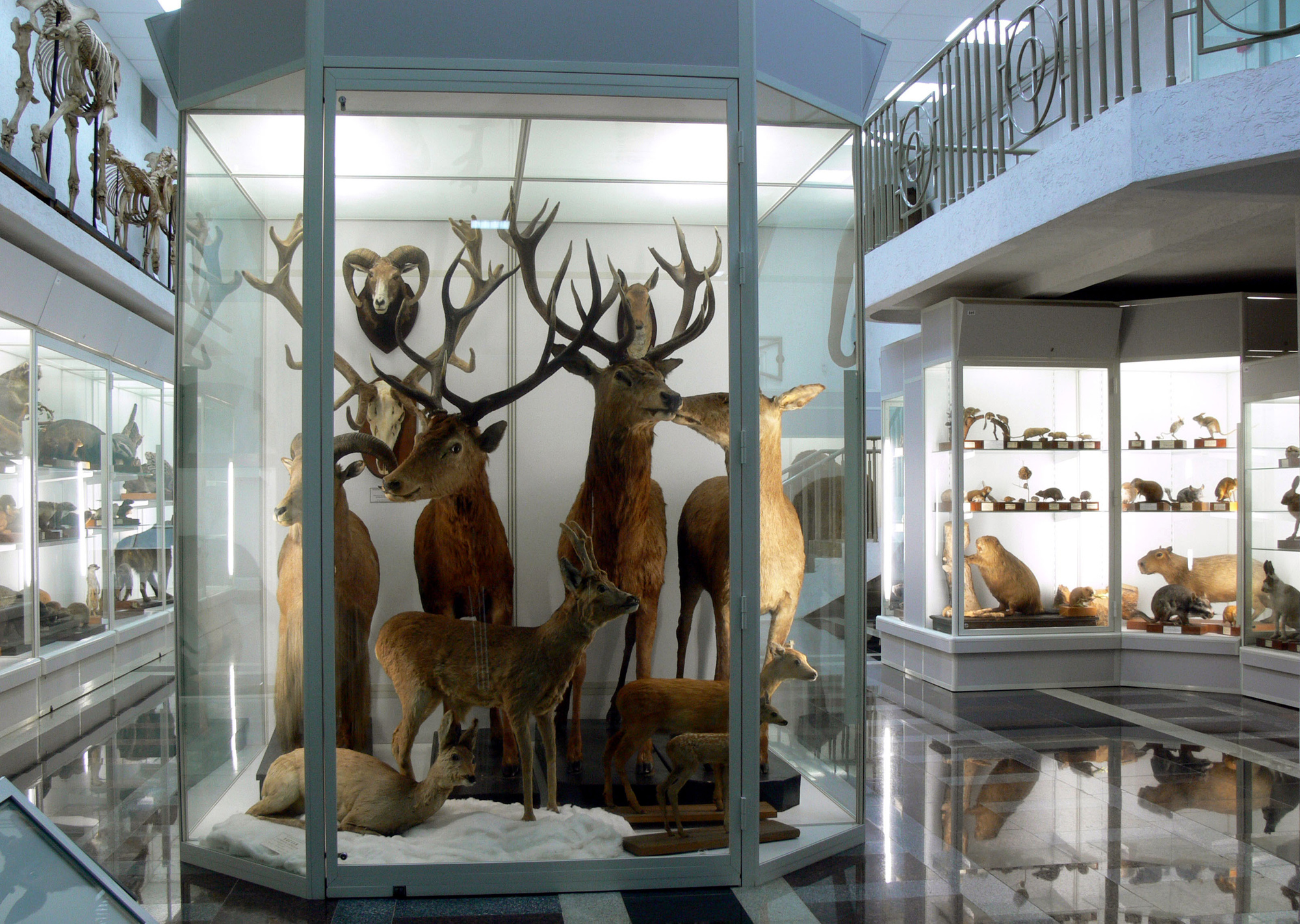
Экспозиция млекопитающих

В настоящее время коллекционный фонд музея является самым крупным в республике сбором зоологических объектов (чучел, кладок птиц, препаратов, остеологического материала и других как позвоночных, так и беспозвоночных животных), общим числом более 102 тыс. единиц хранения. Научные коллекции музея хранятся в специальных современных помещениях общей площадью 980 м². В составе зоологических коллекций находится 260 видов, занесённых в Красные книги стран СНГ и мира.
За последнее десятилетие экспозиционный фонд пополнился такими редкими видами, как красный волк, странствующий альбатрос, страусы, гиацинтовые ара, шимпанзе, а также многочисленными тропическими насекомыми и рядом других экспонатов, которые в естественно-исторических музеях Белоруссии отсутствуют. Кроме того, музей имеет значительное количество давно исчезнувших ископаемых животных, например, фрагменты скелета ископаемого слона (единственные находки в Белоруссии), выявленные в 2006 году при строительстве Минского метрополитена. Также здесь сосредоточены серии новых для науки видов, хранятся уникальные зоологические экспонаты XIX—XX веков. А также уникальные альбиносы и хромисты с неестественной окраской покровов. Основной фонд музея ежегодно пополняется новыми поступлениями, среднегодовой темп роста составляет 1100 единиц хранения.